# Antonio Molina (cantante)
Antonio Molina De Oses (Malaga, 9 marzo 1928 – Madrid, 18 marzo 1992) è stato un attore, danzatore e cantante spagnolo.

## Biografia
Sposatosi con Ángela Tejedor Capitán, ha avuto otto figli, tra cui alcuni sono diventati attori, come Ángela Molina, Miguel Molina e Mónica Molina.

## Filmografia
- El pescador de coplas, regia di Antonio del Amo (1954)
- Esa voz es una mina, regia di Luis Lucia (1956)
- El piyayo, regia di Luis Lucia (1956)
- Malagueña, regia di Ricardo Núñez (1956)
- La hija de Juan Simón, regia di Gonzalo Delgrás (1957)
- El Cristo de los Faroles, regia di Gonzalo Delgrás (1958)
- Café de Chinitas, regia di Gonzalo Delgrás (1960)
- Puente de coplas, regia di Santos Alcocer (1965)
- Andalucía chica, regia di José Ulloa (1988)